# American Pie präsentiert: Das Buch der Liebe
American Pie präsentiert: Das Buch der Liebe ist die siebte Fassung der bekannten US-amerikanischen Teenie-Komödie von John Putch aus dem Jahr 2009.

## Handlung
Rob, Nathan und Lube sind drei männliche Jungfrauen von der High School und möchten ihre Unschuld verlieren. Rob erwischt seine beste Freundin (auf die er heimlich steht) beim Rummachen mit einem anderen. Dabei legt er die Schulbibliothek aus Versehen in Brand. Am nächsten Tag, als er diese aufräumen muss, findet er die Sex-Bibel. Doch sie ist so gut wie hinüber, nur wenige Teile der Bibel sind noch zu lesen. Sie probieren die Bibel mit den Dingen, die sie noch lesen können, gleich aus. Doch sie scheitern. Nach vielen Versuchen sehen sie ein, dass das Buch nicht mehr funktioniert. Um den Schaden zu beheben, rufen sie alle Leute an, die sich in der Bibliothekskarte eingetragen haben. Sie fangen beim Macher der Bibel an: Jims Vater, Noah Levenstein. Mit ihm wollen sie die Bibel erneuern. Nach einer Woche ist die Bibel so gut wie neu. Während einer Skifreizeit der Schule probieren sie die Bibel aus. Am Ende des Filmes hat jeder der drei Jungs mit dem Mädchen, in das er verliebt ist, Sex. Als sie zurück in der Schule sind, legen sie die Bibel zurück in das Geheimfach der Bibliothek.

## Rezeption
Der Film spielte bei einem Budget von 7 Millionen Dollar weltweit $4.897.760 ein. Er ist damit der einzige Film der Spin-off-Reihe, der seine Kosten nicht einspielen konnte.

„Aufgewärmt schmeckt der 'American Pie' einfach nicht: Der siebte Teil klaut dreist beim ersten - und kommt nicht annähernd an dessen Klasse heran. Und die größte Frechheit: Auch Stifler kommt vor, allerdings miserabel kopiert von John Patrick Jordan.“